# مهارت …و نحوه به دست آوردنش
مهارت ... و نحوه به دست آوردنش (انگلیسی: The Knack ...and How to Get It) فیلمی در ژانر کمدی به کارگردانی ریچارد لستر است که در سال ۱۹۶۵ منتشر شد. از بازیگران آن می‌توان به ریتا تاشینگهم و مایکل کراوفورد اشاره کرد. این فیلم در جشنواره فیلم کن ۱۹۶۵ برنده نخل طلایی شد.